# Metapenaeus arabicus
Metapenaeus arabicus is een tienpotigensoort uit de familie van de Penaeidae. De wetenschappelijke naam van de soort is voor het eerst geldig gepubliceerd in 1978 door Hassan.